# Val-de-la-Haye
Val-de-la-Haye is een gemeente in het Franse departement Seine-Maritime (regio Normandië) en telt 694 inwoners (2014). De plaats maakt deel uit van het arrondissement Rouen.

## Geografie
De oppervlakte van Val-de-la-Haye bedraagt 10,16 km², de bevolkingsdichtheid is 68 inwoners per km².
De onderstaande kaart toont de ligging van Val-de-la-Haye met de belangrijkste infrastructuur en aangrenzende gemeenten.

## Demografie
Onderstaande figuur toont het verloop van het inwonertal (bron: INSEE-tellingen).